# Personenschifffahrt auf der Donau
Die Personenschifffahrt auf der Donau hat mit über einer Million Fahrgästen im Jahr (2010 allein im Bereich der österreichischen Donau: ca. 680.000 im Linienverkehr, ca. 245.000 Kreuzfahrt-Passagiere sowie ca. 115.000 bei Themen-, Sonder- und Charterfahrten) einen bedeutenden Anteil an der Donauschifffahrt insgesamt.

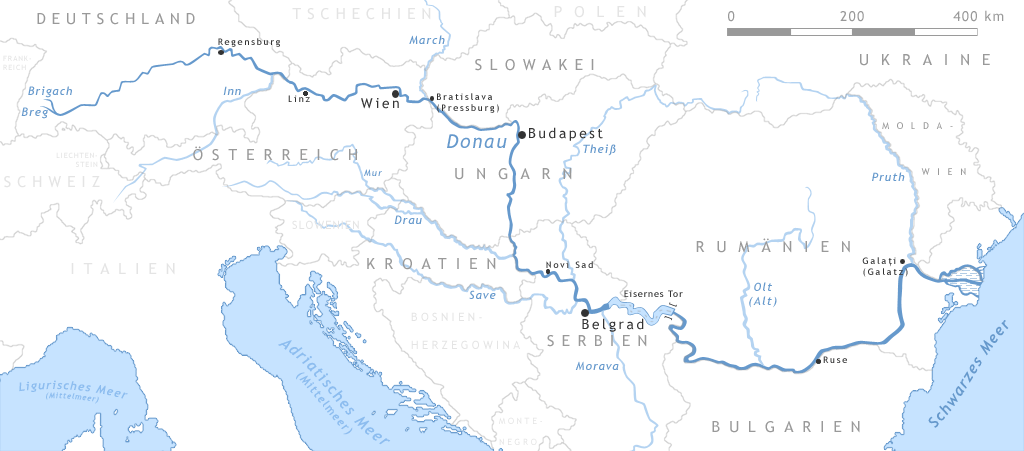
Donaukarte

## Tagesausflugsunternehmen
Diese Zusammenstellung enthält Tagesausflugs-Schifffahrts-Reedereien in Deutschland, Österreich, der Slowakei und Ungarn, alphabetisch geordnet.

### Donauschifffahrt Ardagger
Die Donauschifffahrt Ardagger spezialisierte sich auf Schifffahrten im Strudengau. Als 1995 die staatliche DDSG Donaureisen privatisiert wurde, entfiel der Linienbetrieb zwischen Melk und Linz. Die neue Linie, die von einer privaten Reederei bedient werden sollte, wurde zur Bewerbung ausgeschrieben. Zur Debatte stand die Brandner Schifffahrt und die Donauschifffahrt Ardagger. Die Entscheidung fiel auf die Donauschifffahrt Ardagger.
Parallel dazu wurden schon seit den 1980er Jahren sogenannte Strudengau Rundfahrten mit der MS Donaunixe und MS Maria durchgeführt. Letzteres Schiff verkauften die Reeder an Fritz Leitner weiter.
Schließlich wurde auch das Rundfahrtsschiff Donaunixe, das Rund- und Charterfahrten für bis zu 160 Personen durchführt, an Leitner übergeben.

#### Strecken
- Strudengau Rundfahrten ab Ardagger und Grein an Wochenenden mit MS Donaunixe
- Charterschifffahrt

#### Schiffe
- MS Donaunixe

### Brandner Schiffahrt GmbH

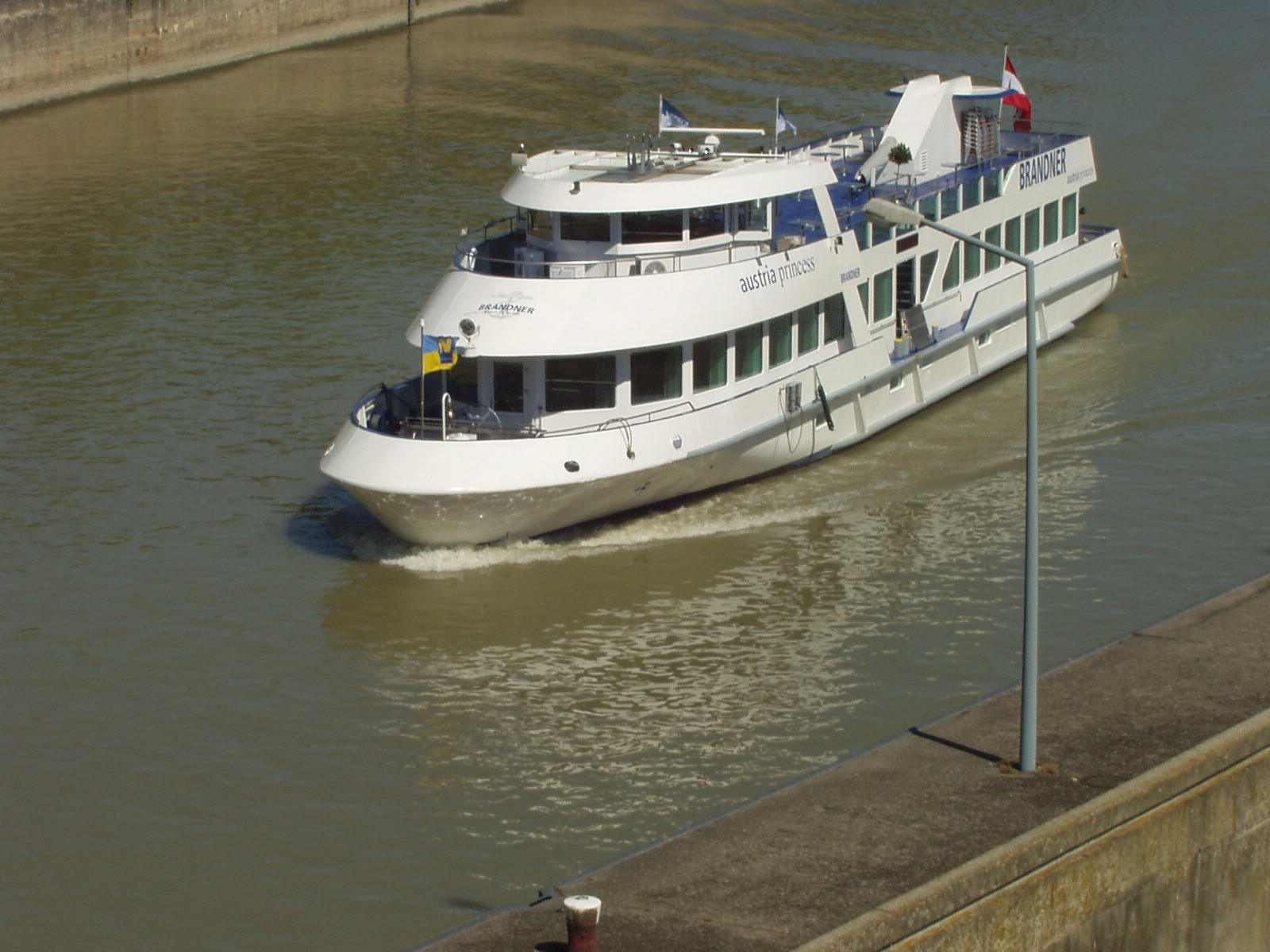
Brandner Schiffahrt: austria princess

Die Familie Brandner begann 1776 mit der Flößerei von Wien nach Budapest. Die beiden Gesellschafterinnen der heutigen Firmengeneration, Barbara und Birgit Brandner, sind die ersten weiblichen Donaukapitäne Österreichs und betreiben Personenschifffahrt mit vielen Anlegestellen entlang der Donau.

#### Strecken
- Fahrten in Nieder- und Oberösterreich
- Themenfahrten

#### Schiffe
- MS austria princess (ex niederländische Vasco da Gama)
- MS Austria

### Central Danube Region Marketing & Development GmbH

Central Danube: Twin City Liner

Die Central Danube Region Marketing & Development GmbH (Central Danube) wurde von der Raiffeisenlandesbank NÖ-Wien und der Stadt Wien mit dem Ziel gegründet, Infrastrukturprojekte von öffentlicher Bedeutung im Wirtschaftsraum mittlere Donau zu initiieren und zu entwickeln. Seit Juni 2006 wird der Twin City Liner, eine neue Schiffsbauform, dreimal täglich zwischen Wien und Bratislava eingesetzt.

#### Strecke
- Wien–Bratislava–Wien in jeweils 75 Minuten (einfache Fahrt)

#### Schiff
- Twin City Liner

### DDSG Blue Danube Schiffahrt GmbH

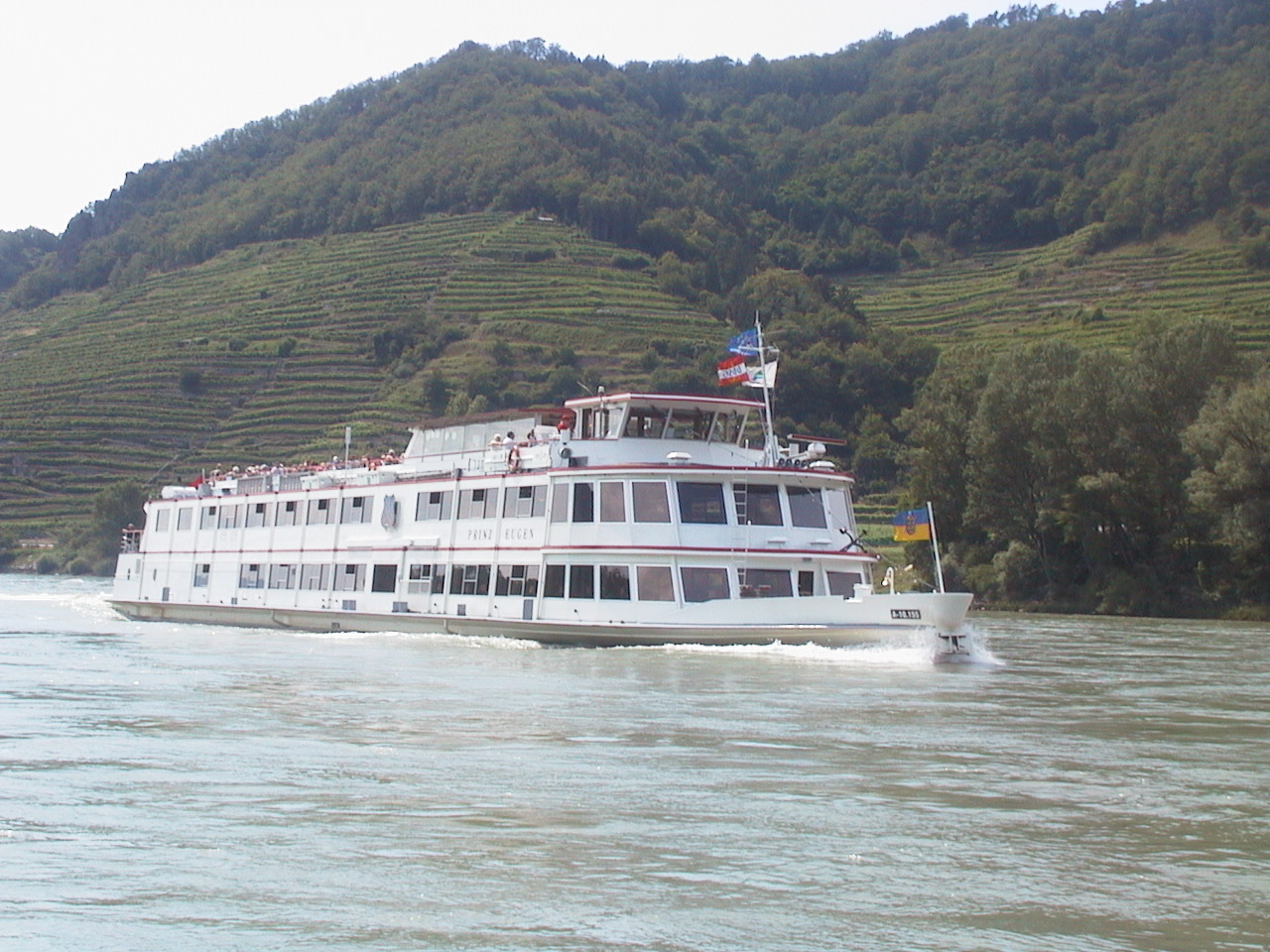
DDSG Blue Danube: MS Prinz Eugen, Fahrgastschiff mit der höchsten Passagierfrequenz in der Wachau

Die DDSG Blue Danube Schiffahrt GmbH ist seit 1995 ein privates Unternehmen im Besitz des Österreichischen Verkehrsbüros und des Wiener Hafens. Mit fünf eigenen Schiffen und zahlreichen Kooperations-Partnern wird Schifffahrt auf der Donau betrieben.

#### Strecken
- Sightseeing-Touren in Wien
- Linienschifffahrt mit zwei großen Linienschiffen in der Wachau zwischen Krems und Melk
- Themen- und Sonderfahrten ab Wien, Krems und Melk
- Charterschifffahrt
- Kombi-Tickets
- Schifffahrten mit Partnerunternehmen nach Budapest (MAHART-PassNave), Bratislava (Central Danube) und Passau (Donau Touristik)
- Winterschifffahrten

#### Schiffe
- Admiral Tegetthoff, Prinz Eugen, Wachau, Vindobona, Wien, Blue Danube.

### Donau Touristik

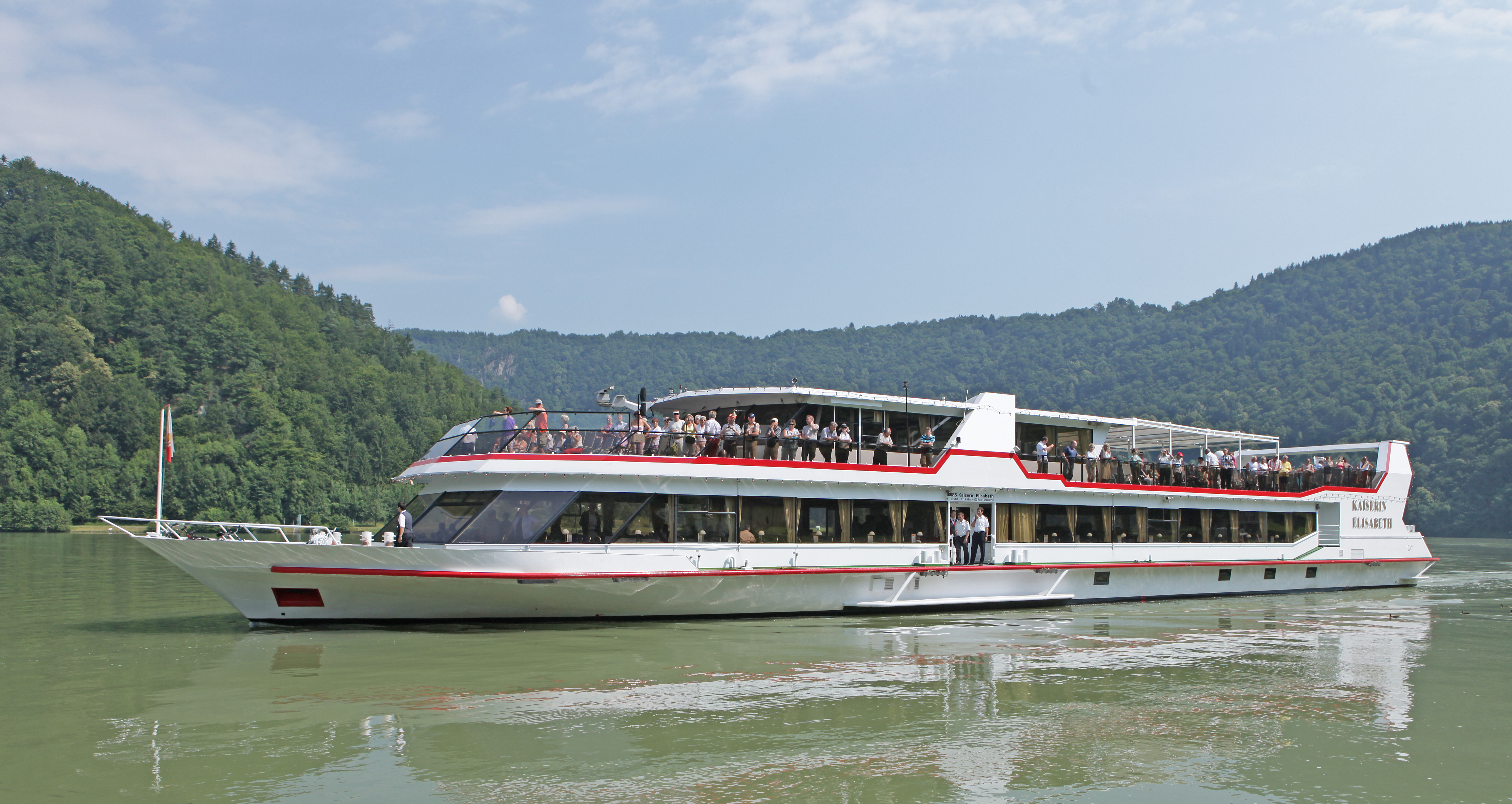
MS Kaiserin Elisabeth (Baujahr 1995) im Branding von Donau Touristik (2010)…

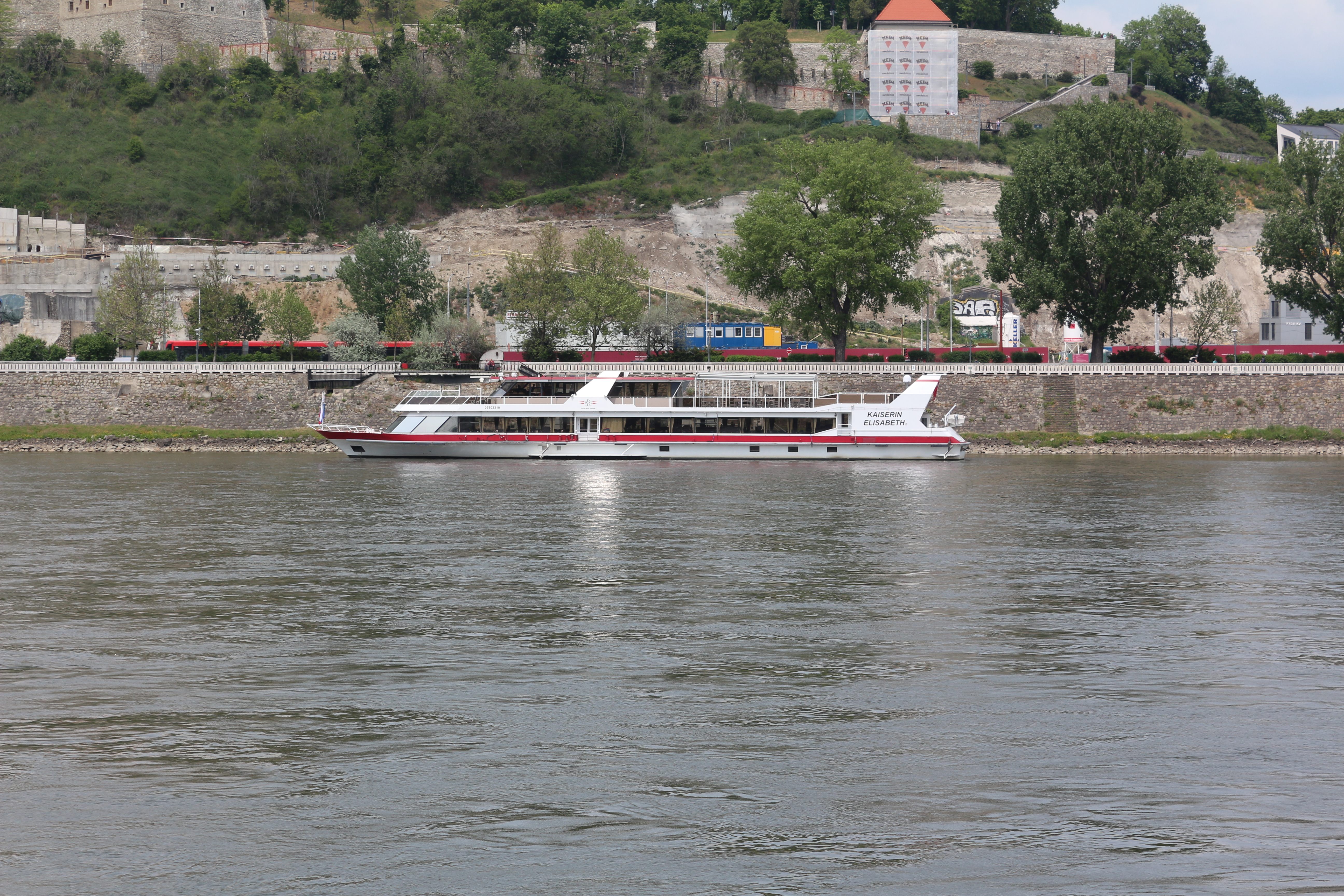
…und im Branding der DDSG Blue Danube (2022).

Der Radreiseveranstalter Donau Touristik charterte zwischen 1999 und 2003 von DDSG Blue Danube das Ausflugsschiff MS Admiral Tegetthoff für 3-tägige Wien–Passau–Wien–Schifffahrten. Das Programm fand so großen Anklang, dass schließlich ein eigenes Schiff in Form der 1987 gebauten MS Kaiserin Elisabeth  für diese Destination erworben wurde. Früherer Eigner des Schiffes war die Köln-Düsseldorfer Rheinschiffahrt AG, welche das Schiff unter dem Namen Rüdesheim am Rhein betrieben hatte.
Ende 2009 wurde das Schiff an die ukrainische Reederei Chervona Ruda Cruise Company verkauft und nach Werftüberholung als Rosa Victoria auf dem Dnepr eingesetzt.
Seit April 2010 wird die 1995 gebaute namensgleiche Nachfolgerin im Ausflugsverkehr auf der Donau eingesetzt. Die ehemalige Rheinkönigin wurde auf der deutschen Binnenwerft in Tangermünde erbaut und von der neuen Eignerin generalüberholt.
Seit 2019 ist die MS Kaiserin Elisabeth (1995) im Besitz der DDSG Blue Danube.

#### Strecken
- Zweimal wöchentlich Wien–Linz, Linz–Passau–Linz, Linz–Wien mit Bord- und Landprogramm
- Winterschifffahrten ab Linz
- Wien–Bratislava–Wien
- Wien–Wachau–Wien
- Wien–Budapest–Wien

#### Schiff
- MS Kaiserin Elisabeth (1995), ex Rheinkönigin

### Personenschifffahrt im Donau- und Altmühltal
Unter diesem Namen hatten sich vier kleine Anbieter zusammengeschlossen, 2021 stellte die Altmühltal Personenschiffahrt ihren Betrieb ein:
- Personenschiffsverkehr Josef Schweiger e.K. (1)
- Altmühltal Personenschiffahrt GmbH (2)
- Steibl Personenschifffahrt Kelheim GmbH (3)
- Personenschiffahrt Stadler GmbH & Co. KG (4)

#### Strecken
- Schifffahrten im Altmühl- und Donautal
- Schifffahrten zum Kloster Weltenburg
- Abend- & Sonderfahrten
- Charterfahrten

#### Schiffe
- Renate (1)
- Maximilian II. (3)
- Ludwig der Kelheimer (3)
- Weltenburg (4)
- Kelheim (4)

ehemalig
- Renate II wurde im Jahr 2009 verkauft und fährt nunmehr unter dem Namen Catwalk im Eigentum der Regensburger FriendShip Events als Veranstaltungsschiff in Deutschland[7] und für den Veranstalter M*Eventcatering in Österreich.[8]

### Schifffahrt Klinger
Die Regensburger Personenschifffahrt Klinger ist seit 1963 aktiv in der Personenschiffahrt und war bis 1971 Bestandteil der „Betriebsgemeinschaft Dreiflüsserundfahrt“.

#### Strecken
- Rundfahrten ab Regensburg / Strudel - Rundfahrt[9]
- Linienfahrten nach Weltenburg[10]
- Linienfahrten nach Kelheim[11]
- Themenfahrten[12]
- Charterfahrten[13]
- Winterschifffahrten[14]
- Fahrten nach Lohstadt[15]

#### Schiffe
- MS Fürstin Gloria[16]

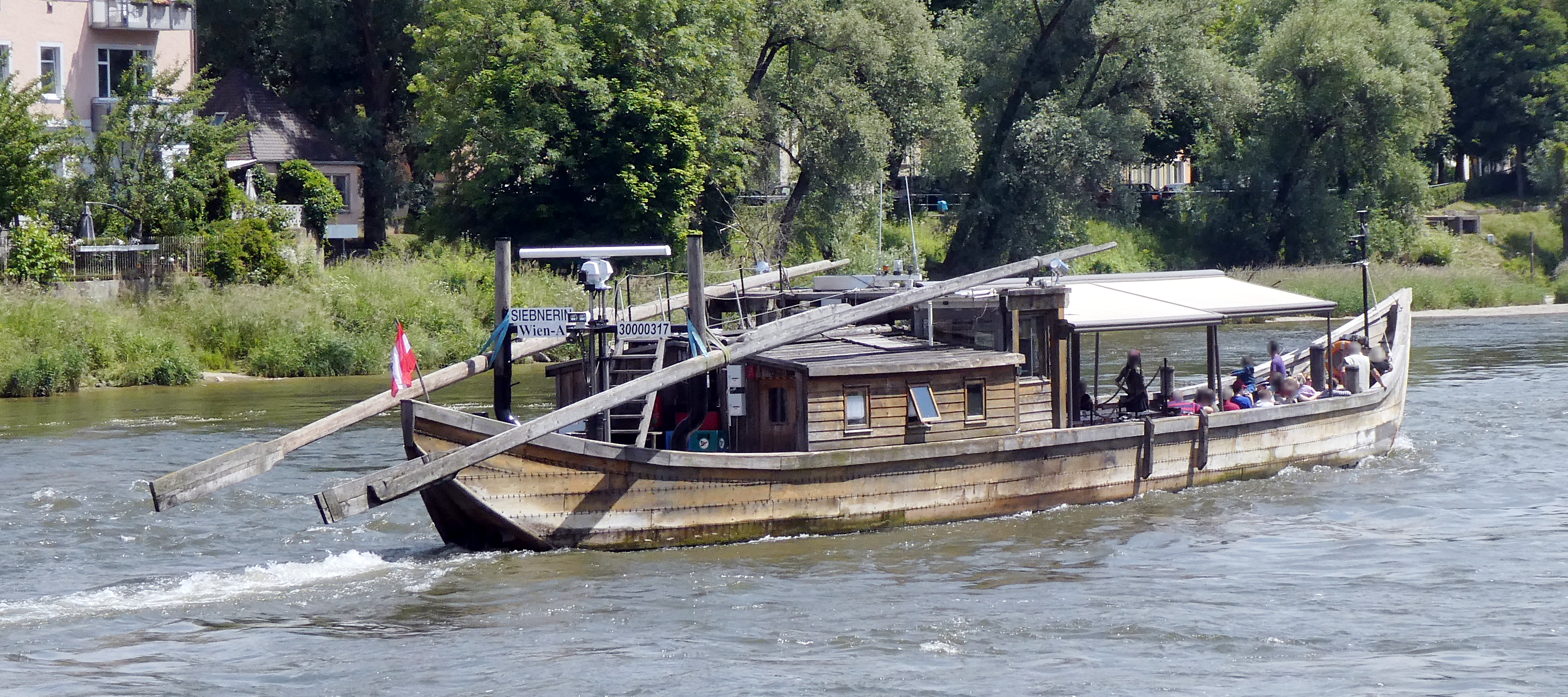
Ausflugsschiff Siebnerin

- MS Johannes Kepler ex. MS Renate des Unternehmers Josef Schweiger[17]
- MS Rataspona ex. Weltenburg der Reederei Stadler[18]
- MS Siebnerin ex. Siebnerin des „Linzer Vereins Donauschiffer“[19]

### LOD Slovenská plavba a prístavy – lodná osobná doprava

LOD: Tragflügelboot Typ Meteor

Das slowakische Unternehmen SPaP-LOD (Slovenská plavba a prístavy – lodná osobná doprava) führt Schifffahrten rund um die Hauptstadt Bratislava mit Tragflügelbooten und kleineren Personenschiffen durch.

#### Strecken
- Tragflügelbootfahrten Wien–Bratislava–Wien bzw. umgekehrt
- Tragflügelbootfahrten Bratislava–Budapest–Bratislava
- Tragflügelbootfahrten Bratislava–Gabcikovo–Bratislava
- Ausflugsschifffahrten Bratislava–Burg Devín–Bratislava
- Ausflugsschifffahrten Bratislava–Čunovo–Bratislava
- Rundfahrten in Bratislava
- Sonder- & Charterfahrten

#### Schiffe
- Tragflügelboote Typ Meteor (Bratislava, Myjava, Modra)
- Ausflugsschiffe (Martin, Presov, Zilina)

### Mahart Passnave (Ungarn)

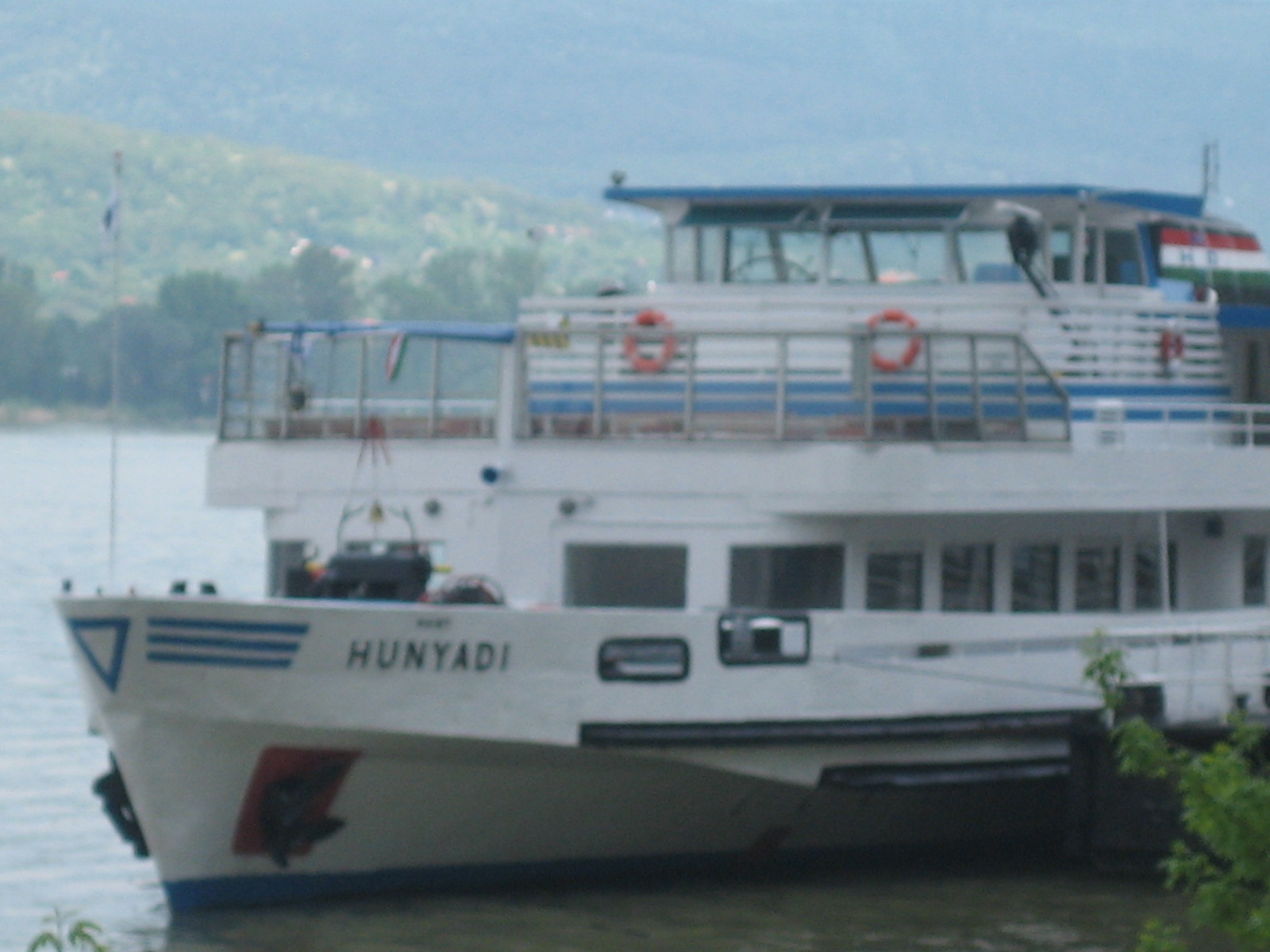
Ausflugsschiff der Mahart Passnave in Visegrad

Die ungarische Reederei Mahart Passnave mit Sitz in Budapest betreibt mit zahlreichen Linien- und Rundfahrtsschiffen sowie mit Tragflügelbooten Schifffahrt auf der Donau.

#### Strecken
- Schifffahrten in Budapest; auch nachts
- Schifffahrten Richtung Szentendre / Visegrad / Esztergom / Donauknie / Százhalombatta
- Tragflügelbootfahrten nach Bratislava und Wien
- Tragflügelbootfahrten nach Visegrád / Esztergom

#### Schiffe
- Ausflugsschiffe
  - MS Budapest
  - MS Táncsics
  - MS Hunyadi
  - MS Rákóczi
- Rundfahrtschiffe
  - 14 Stück in verschiedenen Größen
- Tragflügelboote russischer Bauart
  - 3 Stück Typ Bibic (Bibic I-II-IV)
  - Typ business Bibic (Bibic III)
  - 3 Stück Typ Vöcsök (Vöcsök II-IV)
  - Sólyom II und Sólyom III

### Nostalgie Tours Krems

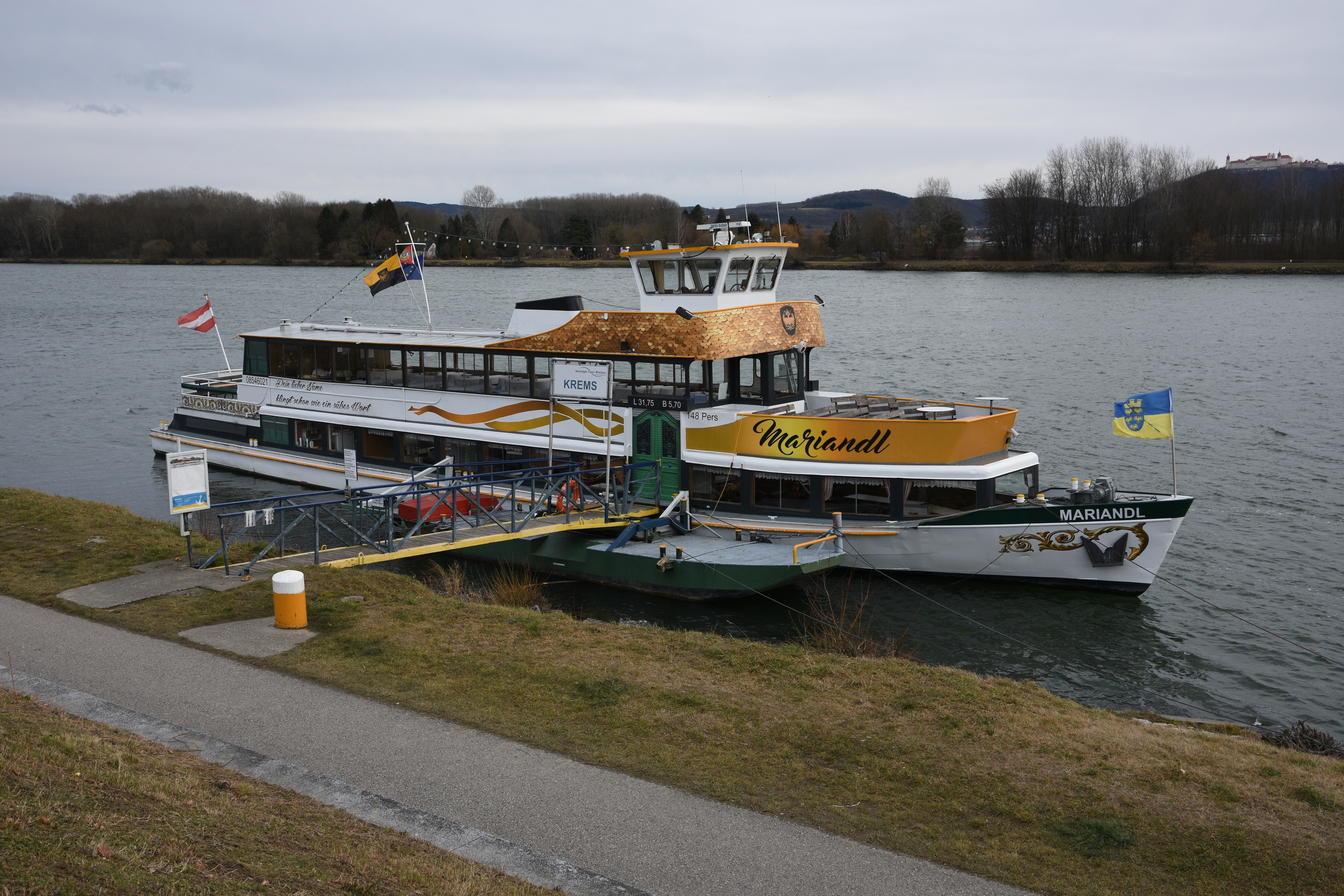
MS Mariandl

Nostalgie Tours, Video & Consulting GesmbH ist ein Familienunternehmen mit Sitz in Krems an der Donau, gegründet 1999. Die Gesellschaft hat eine eigene Landungsbrücke an der Schiffs-Station in Krems-Stein. Direkt betrieben wird das Tages-Ausflugsschiff MS Mariandl als Charterschiff für Gruppen. Das Unternehmen führt keinen Linienverkehr durch.

#### Strecken
- Charterfahrten im Raum Wachau ab Krems / Beratung für touristische Angebote aus der Region in Verbindung mit Schifffahrt für 15–125 Gäste.
- vereinzelt öffentliche Fahrten durch die Wachau (z. B. Sonnenwende, Weinfrühling, Marillenfest, Wachau Festspiele,...)

#### Schiff
- MS Mariandl

Das traditionelle Ausflugsschiff mit zwei Decks wurde 1954 in der Nähe von Bonn am Rhein gebaut, mehrfach modernisiert und im Jahr 2000 an die österreichische Donau überstellt.

### Österreichische Gesellschaft für Eisenbahngeschichte

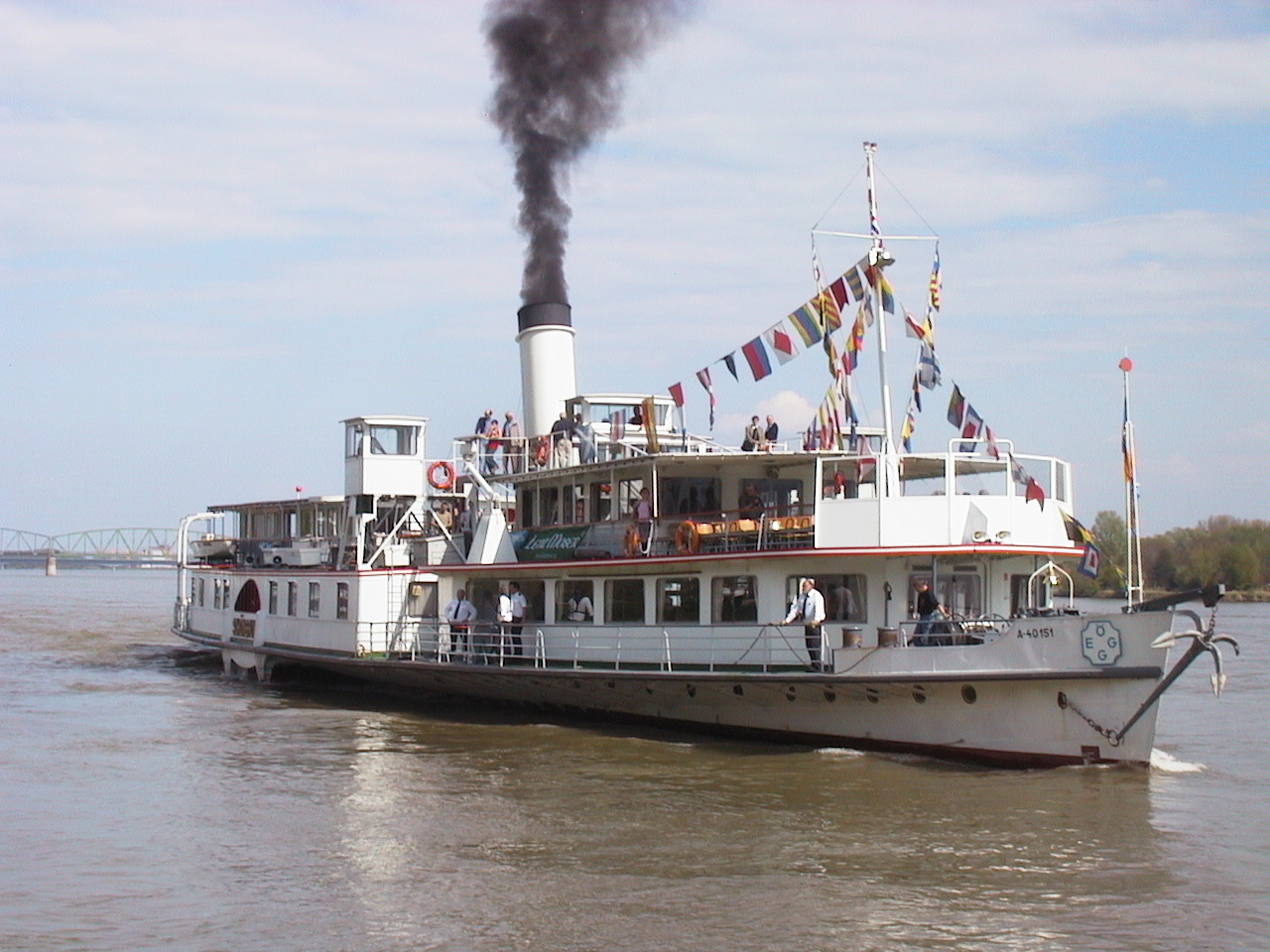
ÖGEG: DS Schönbrunn

Die Österreichische Gesellschaft für Eisenbahngeschichte (ÖGEG) hat sich nach dem Ende der DDSG Donaureisen zur Aufgabe gestellt, den historischen Schaufelraddampfer Schönbrunn (Bj. 1912) zu renovieren und für stilvolle Sonderfahrten einzusetzen. In unzähligen freiwilligen Arbeitsstunden wurde Österreichs letztes Donaudampfschiff komplett erneuert.
Das Dampfschiff Schönbrunn hat seinen Liegeplatz am Ponton der österreichischen Gesellschaft für Eisenbahngeschichte in Linz-Urfahr, sofern es nicht auf Fahrt ist.

#### Strecken
- Sonder- und Charterfahrten im Raum Linz

#### Schiffe
- DS Schönbrunn
- Motorzugschiff Traisen

### ProNautik Wien

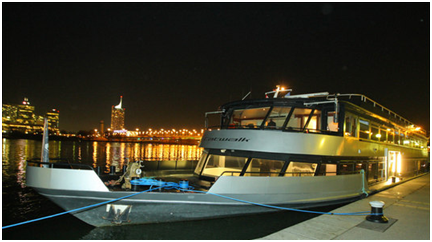
ProNautik: MS Catwalk

ProNautik betreibt seit 2010 die durch Umbau der MS Renate II entstandene MS Catwalk. Dem Schiff, Baujahr 1994, sieht man ihre Vergangenheit als Donauausflugsgefährt nun nicht mehr an. An Kaffeefahrten erinnert an Bord nichts mehr, seitdem die Mitarbeiter von Porsche Design das für 450 Personen zugelassene Schiff umgestaltet haben. Bekannteste Veranstaltung ist der Ö3-Party-Yacht-Event, wo in Zusammenarbeit mit Ö3 entlang der gesamten österreichischen Donau Clubbings stattfinden. Auch auf deutschen Gewässern ist die unter deutscher Flagge fahrende MS Catwalk unterwegs.

#### Strecken
- Sonder- und Charterfahrten auf der Donau von Kelheim bis Bratislava, Rhein-Main-Donau-Kanal, Main

#### Schiffe
- MS Catwalk

### Wilhelm Stift – MS Stadt Wien

W.Stift: MS Stadt Wien

Als die beiden Radschiffe Stadt Wien und Stadt Passau seitens der DDSG Donaureisen zum Verkauf standen, ereilte die Stadt Wien das eindeutig bessere Schicksal. Sie wurde vom Tullner Bürgermeister Wilhelm Stift gekauft, der sie umbauen und als Restaurantschiff an die Tullner Donaulände vertäuen ließ. An Wochenenden starten jedoch die Motoren und das Schiff läuft zu Fahrten ins romantische Wachautal bis Melk aus.
Anders die Stadt Passau: Sie wurde zuerst nach Passau verkauft, wo sie bis 2001 ohne Verwendung vor sich hin dümpelte. Dann erwarb sie der Ungar K. Földi, welcher sie mit eigener Kraft nach Ungarn überstellen ließ und dort Renovierungsarbeiten aufnahm. Doch wenig später wurde der neue Reeder ermordet aufgefunden; das Schicksal des Schiffes, das bei der Budapester Elisabethbrücke vor Anker liegt, blieb lange ungewiss. In den Jahren 2005/2006 wurde das Schiff innerhalb Ungarns an Herr Ronai weiterverkauft. Es gelangte in die Reparaturwerft nach Komarno (SK), wo es einer grundlegenden Renovierung unterzogen wurde. Seit August 2006 fährt das Schiff Tagesfahrten ab Budapest.

#### Strecken
- Restaurantschiff in Tulln
- an Wochenenden Tulln–Melk–Tulln
- Charter- und Sonderfahrten

#### Schiff
- MS Stadt Wien

### Donauschifffahrt Wurm & Köck

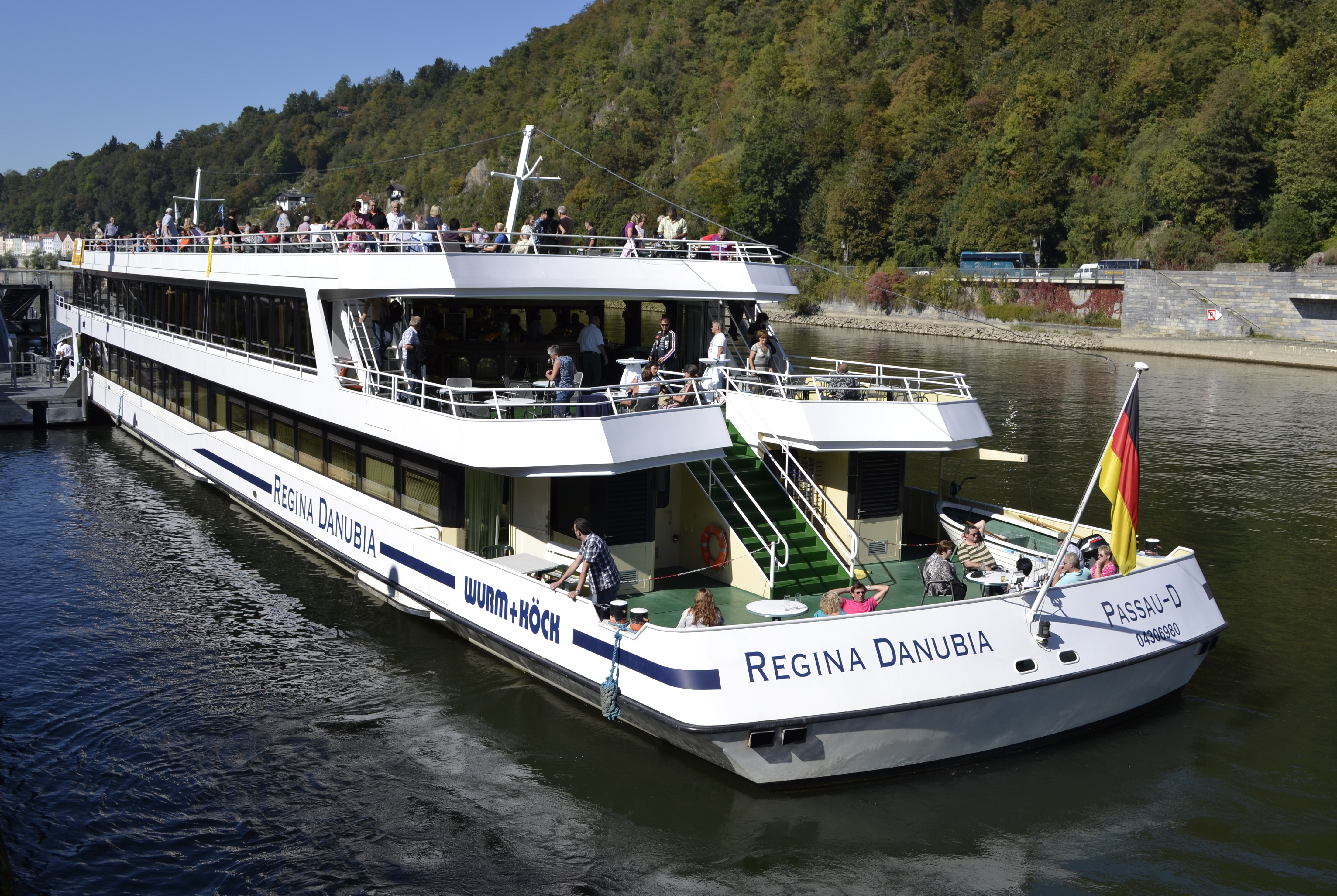
Wurm & Köck: MS Regina Danubia

Seit rund 30 Jahren betreiben die Reeder Erich Wurm, Günter Köck und Ludwig Wurm Schifffahrt auf der Oberen Donau rund um Passau. Wurm & Köck haben ihre Flotte zu einem leistungsstarken Betrieb ausgebaut, welcher über 12 Einheiten verfügt. Nachdem Geschäftsführer Günter Köck im Jahr 2005 in Pension gegangen ist, sind die neuen Geschäftsführer Erich Wurm, Margit Reischl-Noé und Florian Noé.
Die Wurm & Köck-Flotte wurde in den letzten Jahren ständig renoviert. Besonders interessante Ausflugsschiffe sind die MS Anton Bruckner und MS Regina Danubia im königlich-goldenen Stil sowie die 2005/2006 renovierte, in Dunkelblau gehaltene MS Stadt Linz. Neuestes Glanzstück ist die mit zahllosen Swarovski-Steinen für 4,6 Millionen Euro umgestaltete vormalige MS Donau, welche nun unter dem Namen Kristallschiff die Donau zwischen Passau und Linz befährt. Die Schiffstaufe fand am 7. Mai 2007 durch die Exfinanzministers-Gattin Fiona Swarovski (eigentlich Fiona Pacifico Griffini-Grasser, geborene Winter), in Passau statt.

#### Strecken
- Rundfahrten in und um Passau
- Schifffahrten zwischen Passau und Linz durchs Obere Donautal
- Themen-, Sonder- und Charterfahrten
- Langstreckenfahrten Passau–Linz–Grein–Wachau–Wien mit Programm

#### Schiffe
- MS Regina Danubia, MS Sissi, MS Stadt Linz, MS Passau, MS Gisela, MS Anton Bruckner, MS Johanna, MS Deggendorf, MS Agnes Bernauer, Kristallkönigin, Kristallprinzessin und das Kristallschiff (ex MS Donau)

## Donaukreuzfahrten
Seit Eröffnung des Main-Donau-Kanals wächst die Flotte der Donaukreuzfahrtschiffe ständig an. Für 2007 waren bereits 113 Schiffe gemeldet.
Das Angebot reicht von zweitägigen Kurzfahrten bis zu Reisen von Passau bis zum Schwarzen Meer und zurück. Bekannte Reedereien und Anbieter sind Arosa und Deilmann (ging im Jahr 2009 in Insolvenz), Phönixreisen und Nickotours. Die Schiffe  sind meist 4–5-Sterne-Schiffe. Die Unternehmen lassen die Hotelschiffe häufig unter fremder Flagge fahren oder heuern Arbeitskräfte aus Niedriglohnländern an, weil die Ausgaben damit minimiert werden können.

## Unfälle
- Auf der Donau in Budapest sind in der Nacht vom 29. auf den 30. Mai 2019 zwei Schiffe miteinander kollidiert. Dabei ist ein Ausflugsschiff mit 35 Menschen an Bord gekentert und untergegangen. Bei der Havarie kamen mindestens sieben Menschen ums Leben. Mehr als zwölf Passagiere werden noch vermisst.[20] Involviert war dem Anschein nach auch die Viking Sigyn von Viking River Cruises.[21]